# Wacław Halec
Wacław Halec (ur. 10 grudnia 1912 w Derewnie, zm. 6 września 2014 w Warszawie) – polski inżynier leśnik, żołnierz 1 Armii Wojska Polskiego w czasie II wojny światowej, pułkownik Wojska Polskiego, kawaler Orderu Virtuti Militari.

## Życiorys
Pochodził z terenów Kresów Wschodnich. Jego matka zmarła tuż po porodzie. W 1936 ukończył Państwową Szkołę dla Leśniczych w Białowieży. Przed wybuchem II wojny światowej był leśniczym w nadleśnictwie nieopodal Lublina. Uczestniczył w polskiej wojnie obronnej września 1939 r. W grudniu 1939 r., pojął w Lublinie za żonę prawniczkę Annę ze Szpakowskich (1905–2009). Wraz z swoją teściową, Józefę Szpakowską, został zesłany przez władze sowieckie na Syberię, gdzie pracował przy wycince lasu. Był żołnierzem sformowanej w ZSRR – 1 Armii WP, wraz z którą przeszedł szlak bojowy do Berlina. 
Po wojnie, w stopniu kapitana, pełnił obowiązki adiutanta gen. Władysława Korczyca – szefa Sztabu Generalnego WP, a następnie został pracownikiem Ministerstwa Leśnictwa. W systemie wieczorowym ukończył studia na Wydziale Leśnym SGGW. Został powołany do powstałej w Urzędzie Rady Ministrów komórki do spraw stacjonowania wojsk radzieckich w Polsce.
W 2012 r., obchodził 100-urodziny i z tej okazji otrzymał między innymi życzenia urodzinowe od władz Dzielnicy Warszawa-Śródmieście. Mieszkał na warszawskim Powiślu.
Zmarł 6 września 2014 r. Pochowany 11 września 2014 w grobie rodzinnym na cmentarzu prawosławnym w Warszawie (sektor 91A-5-11).

## Ordery i odznaczenia
- Krzyż Srebrny Orderu Virtuti Militari – 11 października 1946 „za bohaterskie czyny i dzielne zachowanie się w walce z niemieckim najeźdźcą, oraz za gorliwą pracę i sumienne wypełnianie obowiązków służbowych”[3]
- Krzyż Walecznych[4]
- Medal za Warszawę 1939–1945[4]
- Medal za Odrę, Nysę, Bałtyk[4]
- Medal Zwycięstwa i Wolności 1945[4]